# Clonegal
Clonegal (engelska: Clonegall, iriska: Cluain na nGall) är en ort i republiken Irland.   Den ligger i grevskapet County Carlow och provinsen Leinster, i den östra delen av landet, 80 km söder om huvudstaden Dublin. Clonegal ligger 42 meter över havet och antalet invånare är 245.
Terrängen runt Clonegal är kuperad norrut, men söderut är den platt. Clonegal ligger nere i en dal. Runt Clonegal är det glesbefolkat, med 18 invånare per kvadratkilometer. Närmaste större samhälle är Bunclody, 4,0 km söder om Clonegal. Trakten runt Clonegal består till största delen av jordbruksmark.